# Tetragonisca angustula
Espèce
Tetragonisca angustula est une espèce d'abeilles de la famille des Apidae faisant partie de la tribu des Meliponini, les « abeilles sans dard » et du genre Tetragonisca, dont elle est l'espèce-type. Elle se rencontre au sein des zones tropicale et subtropicale du continent américain où elle est élevée en méliponiculture pour produire en faible quantité un miel de haute qualité, utilisé localement à des fins alimentaires et médicinales.

## Taxonomie

Activité de Tetragonisca angustula au nid (Paraguay)

### Nom scientifique
L'espèce est décrite par l'entomologiste français des XVIIe et XVIIIe siècles Pierre-André Latreille sous le protonyme Trigona angustula. Elle est ensuite recombinée dans le genre Tetragonisca.
Tetragonisca angustula a pour synonymes :
- Tetragonisca jaty (Smith, 1863)
- Trigona angustula Latreille, 1811
- Trigona jaty Smith, 1863

### Noms vernaculaires
Cette abeille est connue sous différents noms vernaculaires régionaux : abeja angelita (« abeille angelot », en Colombie), yateí ou yatey (en Argentine) ou jataí (au Brésil), jataí-amarela, jaty, abelha-ouro, abelha-mirim, mosquitinha-verdadeira, virginitas, virgencitas, angelitas in-gleses, españolita, chipisas, mariola, mariolita , doncella (« demoiselle »), gimero, mariaseca (« marie sèche »), abeja oro (« abeille or »). Le nom d’abeja angelita est dû à ce qu’elle ne pique pas, et à son miel précieux.

## Description

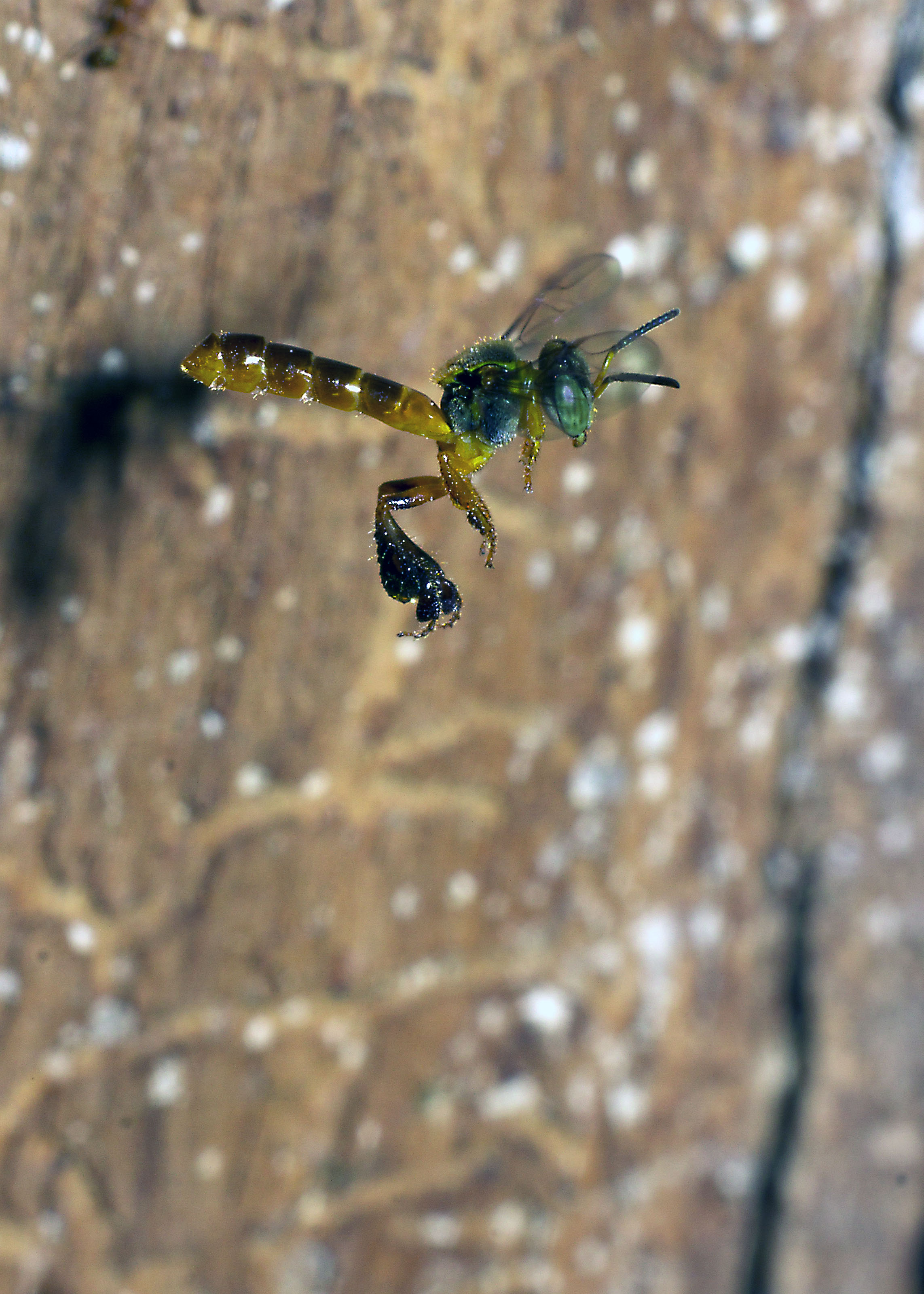
Ouvière en vol.

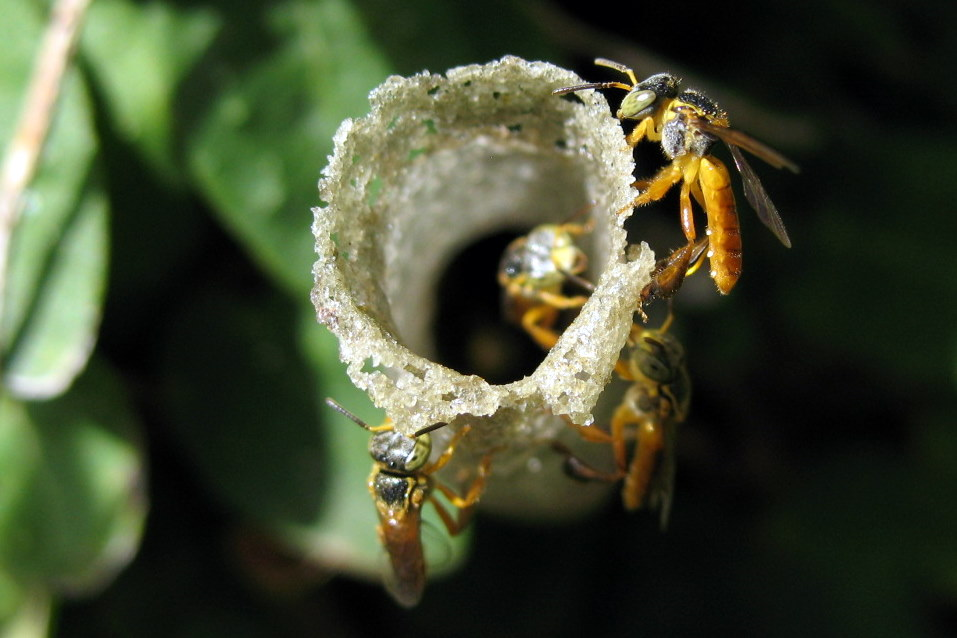
Tetragonisca angustula à l'entrée de leur nid.

Les ouvrières ne mesurent que 4 à 5 mm de long ; la tête et le thorax sont d'un noir brillant, le corps est mince, l'abdomen est jaune ; les pattes postérieures portent une corbeille à pollen. La reine a un abdomen fortement développé en raison de l'activation de ses ovaires. Les mâles ne portent pas de corbeille à pollen et présentent des lignes ou des taches jaunes sur la tête. Que ce soit la reine ou les ouvrières, toutes présentent des aiguillons atrophiés

## Biologie

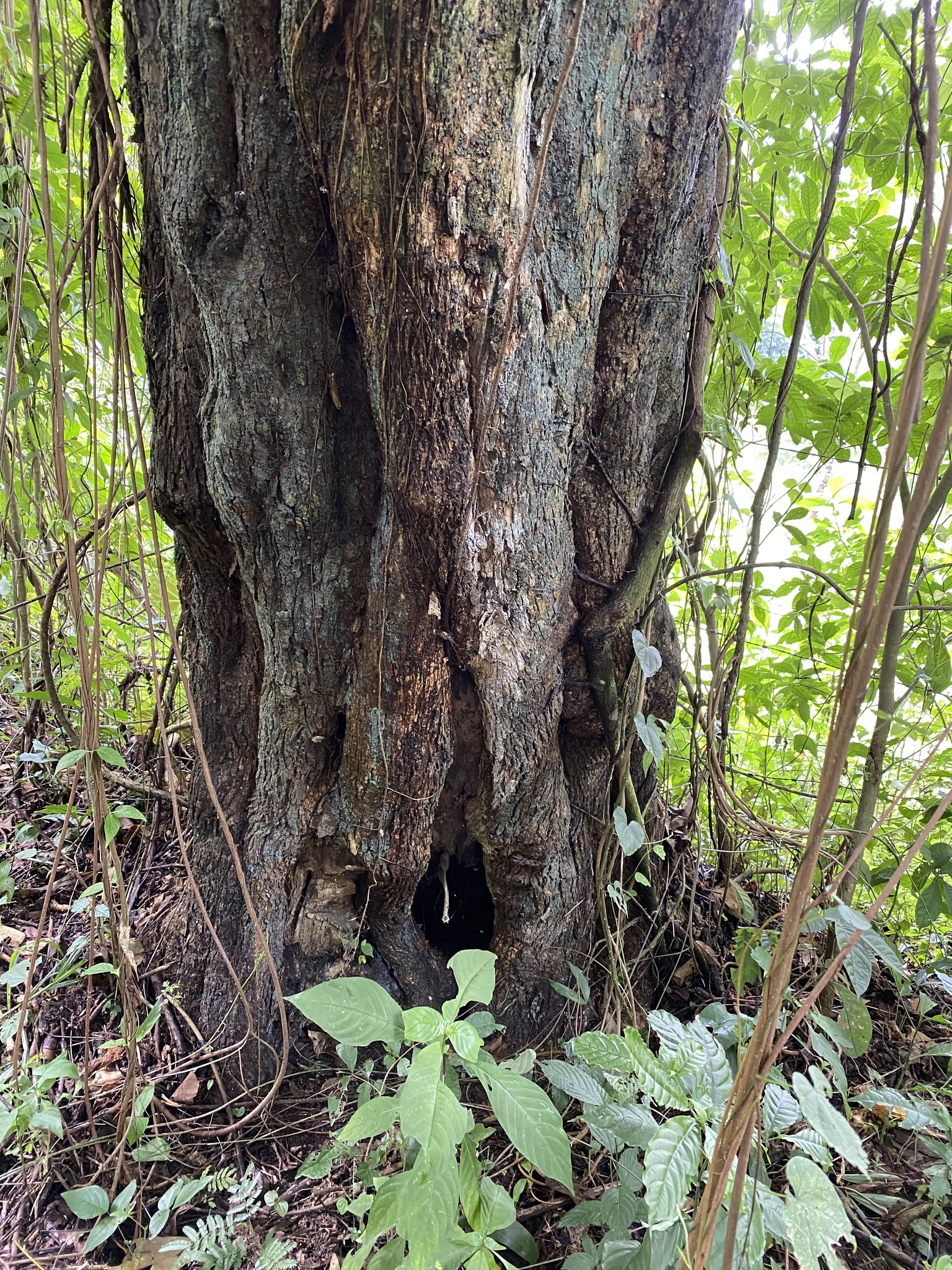
Localisation d'un nid de Tetragonisca angustula au pied d'un arbre (Escuintla, Guatemala)

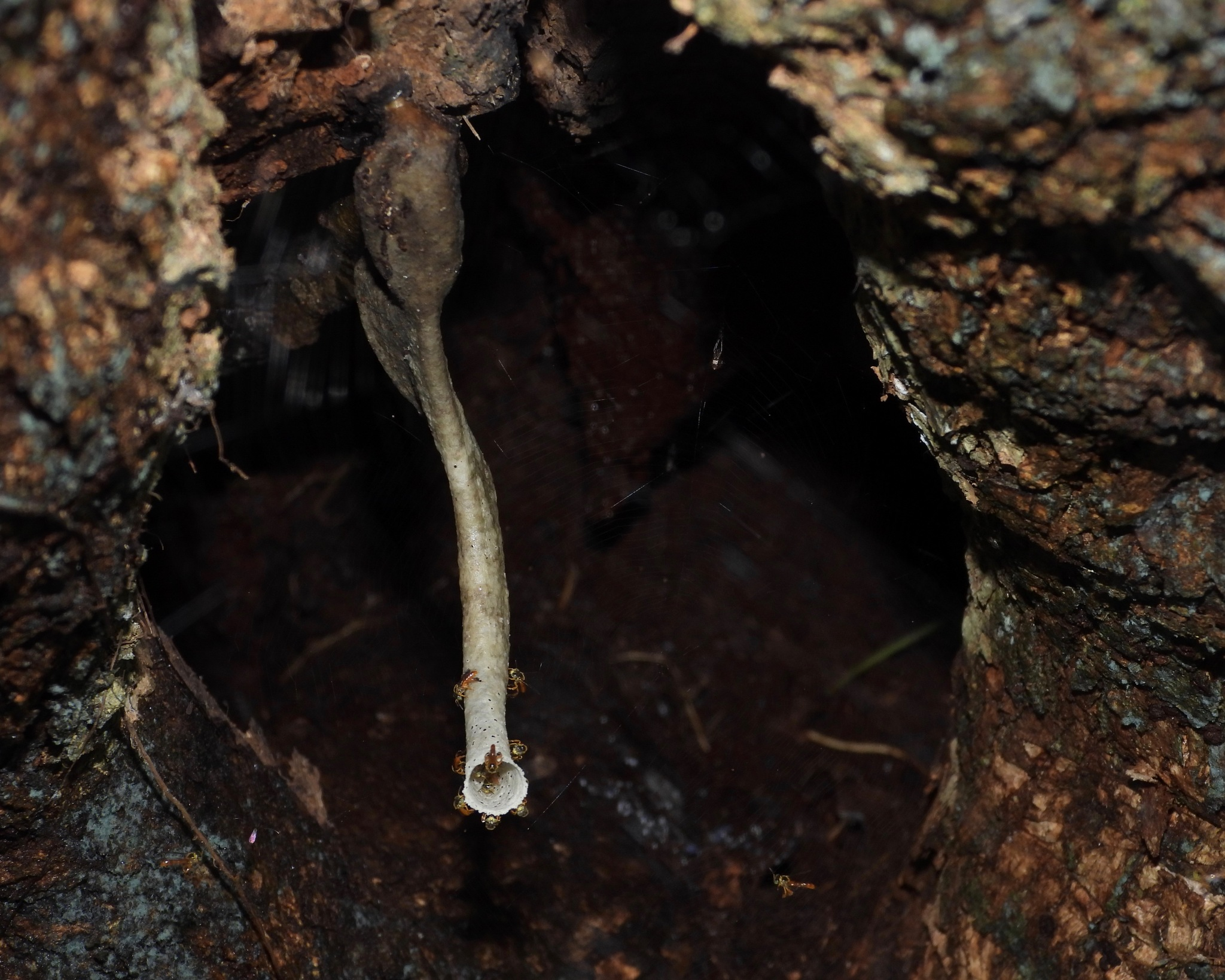
Tube de cire de l'entrée d'un nid de Tetragonisca angustula (Escuintla, Guatemala)

Tetragonisca angustula  est une espèce particulièrement eusociale. Les colonies se multiplient par essaimage au rythme d'une fois tous les deux ans. Chaque colonie peut compter de 2 000 à 5 000 individus. voir 10 000. Elle se compose d'une reine, qui pond jusqu'à 50 œufs par jour en période de bonne floraison ; de mâles, dont la fonction est de féconder une reine vierge ; et d'ouvrières, qui effectuent tous les travaux de la colonie. La durée de vie de l'œuf peut atteindre 6 jours, celle de la larve 10 jours, celle de la nymphe 20 jours. Entre la ponte et l'émergence de l'imago ou abeille adulte, 36 jours s'écoulent donc.  
L'entrée est caractérisée par un tube de cire molle brun-jaunâtre à la paroi mince et orné petites perforations. Son extrémité présente des bords plus étroits ainsi qu'une cire plus claire. Le nid est constitué de plusieurs rayons horizontaux entourés d'une enveloppe de cire. À l'intérieur de la colonie, les ouvrières disposent un mélange de propolis et de cire pour obstruer les trous, construire les parois du nid ainsi que les pots de stockage. La propolis permet également de la protéger contre ses prédateurs naturels et d'empêcher l'entrée de la lumière et du vent, car ces facteurs affectent directement le mouvement des abeilles à l'intérieur et à l'extérieur de la colonie. Enfin, elle possède certaines propriétés antimicrobiennes qui limitent la prolifération de micro-organismes indésirables,,. Au centre est disposé le couvain et en périphérie des pots de cire qui contiennent soit du pollen soit du miel, toujours stockés séparément et dans des pots à la morphologie différente. Le pollen trouvé dans les pots contient également la sécrétion enzymatique des abeilles et est connu sous le nom de « saburá ». 
T. angustula possède plusieurs types d'ouvrières distinctes : des nourrices et bâtisseuses, des butineuses, des gardiennes et des soldates. La défense est assurée par des soldates qui planent près de l'entrée du nid alors que les gardiennes sont positionnées autour du tube d'entrée. Ces deux dernières castes sont 30% plus lourdes que les butineuses et ont un corps, une tête et les premières pattes plus larges. De plus, les ouvrières qui nettoient la litière du nid sont de taille intermédiaire, ce qui suggère qu'elles pourraient représenter une autre caste non reconnue. Les gardiennes et les soldates sont créés en faible nombre, mais suffisamment pour accomplir cette tâche. Ces deux morphologies distinctes sont une particularité de cette espèce au sein du genre Tetragonisca.

## Écologie

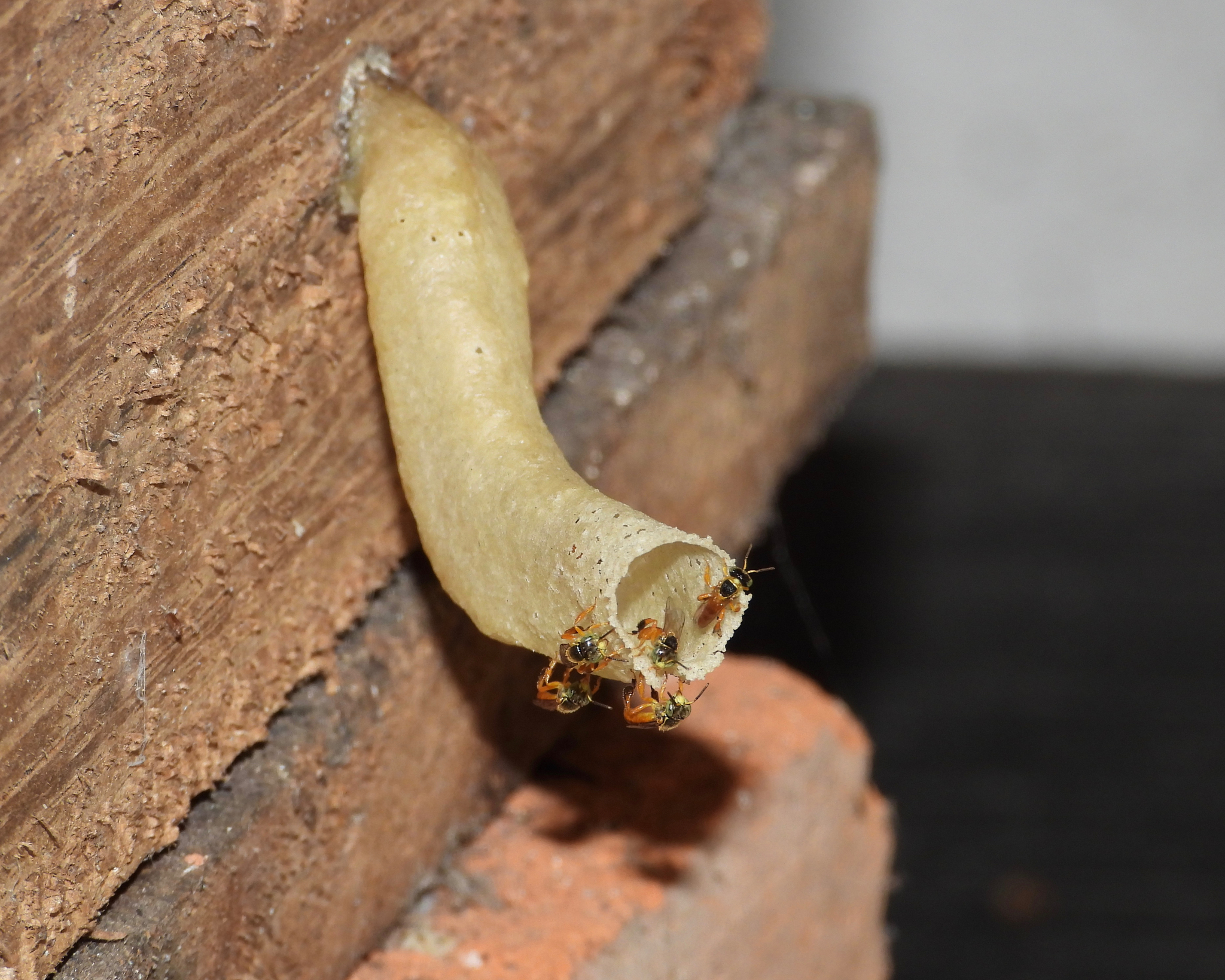
T. angustula nidifiant dans des briques.

Contrairement à certaines espèces de Meliponini strictement associées aux zones forestières, T. angustula est une espèce opportuniste et ubiquiste. Elle est présente dans de nombreux écosystèmes à l'instar de l'Amazonie, de la Caatinga et de la cordillère des Andes. De plus, elle occupe facilement divers endroits pour nicher, tels que des troncs d'arbres, des enrochements, des murs de maisons, des briques creuses ou encore des tuyaux. Ce fait influence grandement le succès évolutif de l'espèce, quand bien même la destruction des forêts primaires avance à grands pas.

## Distribution

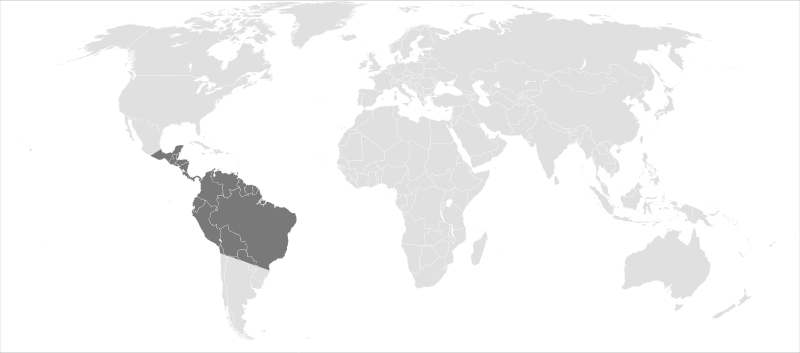
Aire de distribution de Tetragonisca angustula du Mexique au nord du Cône Sud

Tetragonisca angustula est une des espèces de Mélipone les plus communes d'Amériques centrale et latine. Elle très répandue depuis le Mexique jusqu’au sud du Brésil, au nord-est de l'Argentine, dans une grande partie du territoire du Paraguay et dans l'est de la Bolivie (province de Cordillera), en passant par les cordillères de Colombie. Elle s'acclimate à des altitudes allant de 500 à 2 500 m.
Au Brésil, alors que T. angustula est une espèce de la forêt atlantique à la répartition orientale, présente du Panama à l'État brésilien de Maranhão, l'espèce proche T. fiebrigi a une distribution plus méridionale et occidentale, se trouvant principalement dans les États brésiliens occidentaux du Mato Grosso et dans le nord-est de l'Argentine.

## Prédation

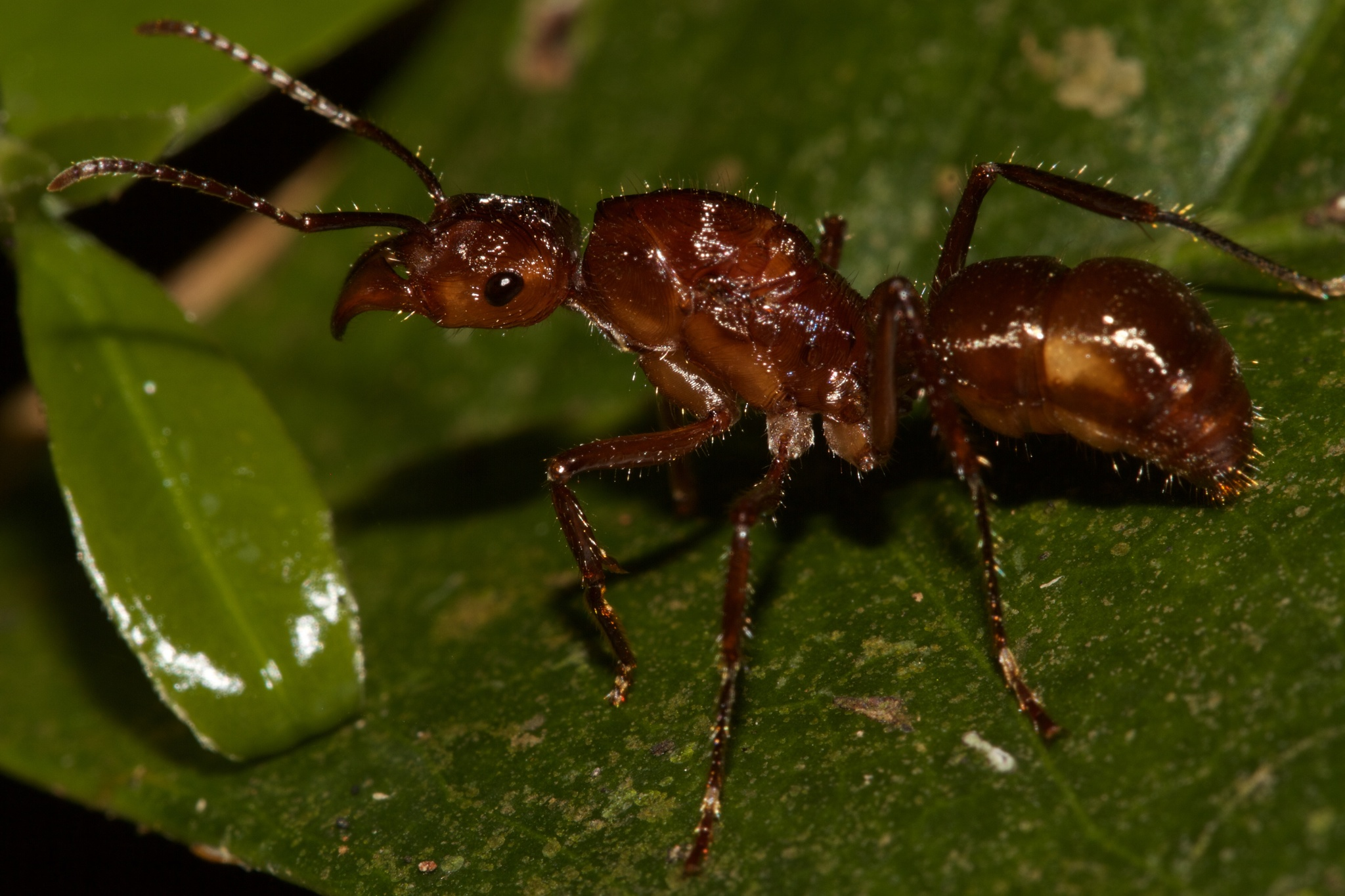
Ectatomma tuberculatum

Les nids d'insectes sociaux constituent une ressource alimentaire importante pour les insectivores. La nuit, les colonies de T. angustula se défendent contre les insectes envahisseurs en fermant leur tube d'entrée. Pendant la journée, le tube est ouvert et les gardiennes s'affairent autour du trou tandis que les soldates font du vol stationnaire. Ces tactiques de défense sont adaptées pour identifier et neutraliser les menaces aérienne, vraisemblablement en raison du pillage des nids par des congénères. Cependant, il n'est pas rare d'observer une espèce de fourmis, Ectatomma tuberculatum, au mode de chasse solitaire, tendre discrètement une embuscade à terre et capturer des abeilles, les gardiennes ne semblant détecter aucune menace. Cette prédation représente un coût potentiellement important pour T. angustula et constitue une stratégie particulièrement efficace pour E. tuberculatum.

## Produits et service de la méliponiculture
Pour un article plus général, voir méliponiculture.
Le miel de l’abeja angelita est déjà utilisé à l'époque précolombienne chez les Mayas, tant comme aliment que dans la préparation de boissons rituelles  et pour ses propriétés médicinales. Si ce savoir est en partie perdu lors des colonisations espagnole et portugaise, la méliponiculture connaît aujourd'hui un développement croissant, non seulement pour un miel reconnu comme de grande qualité, mais également pour les sous-produits que sont la cire, la propolis et le pollen ainsi que pour leur rôle de pollinisatrices, par exemple sur les caféiers, et les fraisiers,.

### Miel
Comme les miels issus des autres abeilles mélipones, celui de T. angustula est considéré comme sain, car elles ne se posent pas sur les excréments des animaux, ne recueillent pas leur sueur et ne la mélangent ni au miel ni au pollen. En outre, le miel n'a pas besoin d'être pasteurisé
La couleur, l'arôme et la saveur du miel de T. angustula varient en fonction de son origine florale. Il peut être presque incolore (Vernonia polysphaera), ambré (Fleur d'oranger), foncé (Eucalyptus ; fleurs sauvages des forêts) et brun foncé (sarrasin). Avec son vieillissement et sa température de stockage, il s'assombrit. La surchauffe et la contamination par des métaux lourds peuvent avoir un effet similaire. Le miel foncé peut contenir de quatre à six fois plus de sels minéraux que le miel clair, notamment du manganèse, du potassium, du sodium et du fer. 
Ce miel est très prisé pour l'alimentation et a localement jusqu'à huit fois la valeur de celui d'Apis mellifera,. Depuis 2019, le code alimentaire argentin reconnaît le miel de yateí comme destiné à la consommation humaine aux côtés de celui d'Apis mellifera ; yateí désignant ici l'espèce très proche Tetragonisca fiebrigi. Ce miel de yateí a un pourcentage d'humidité élevé et il est naturellement fermenté par des micro-organismes, ce qui le rend plus acide et lui confère des propriétés organoleptiques particulières.
Le miel de T. angustula est également utilisé pour ses propriétés médicinales, notamment pour traiter les problèmes oculaires. Il contient des substances antibiotiques – aussi son utilisation est-elle recommandée sous contrôle médical,.

Méliponiculture de Tetragonisca angustula.
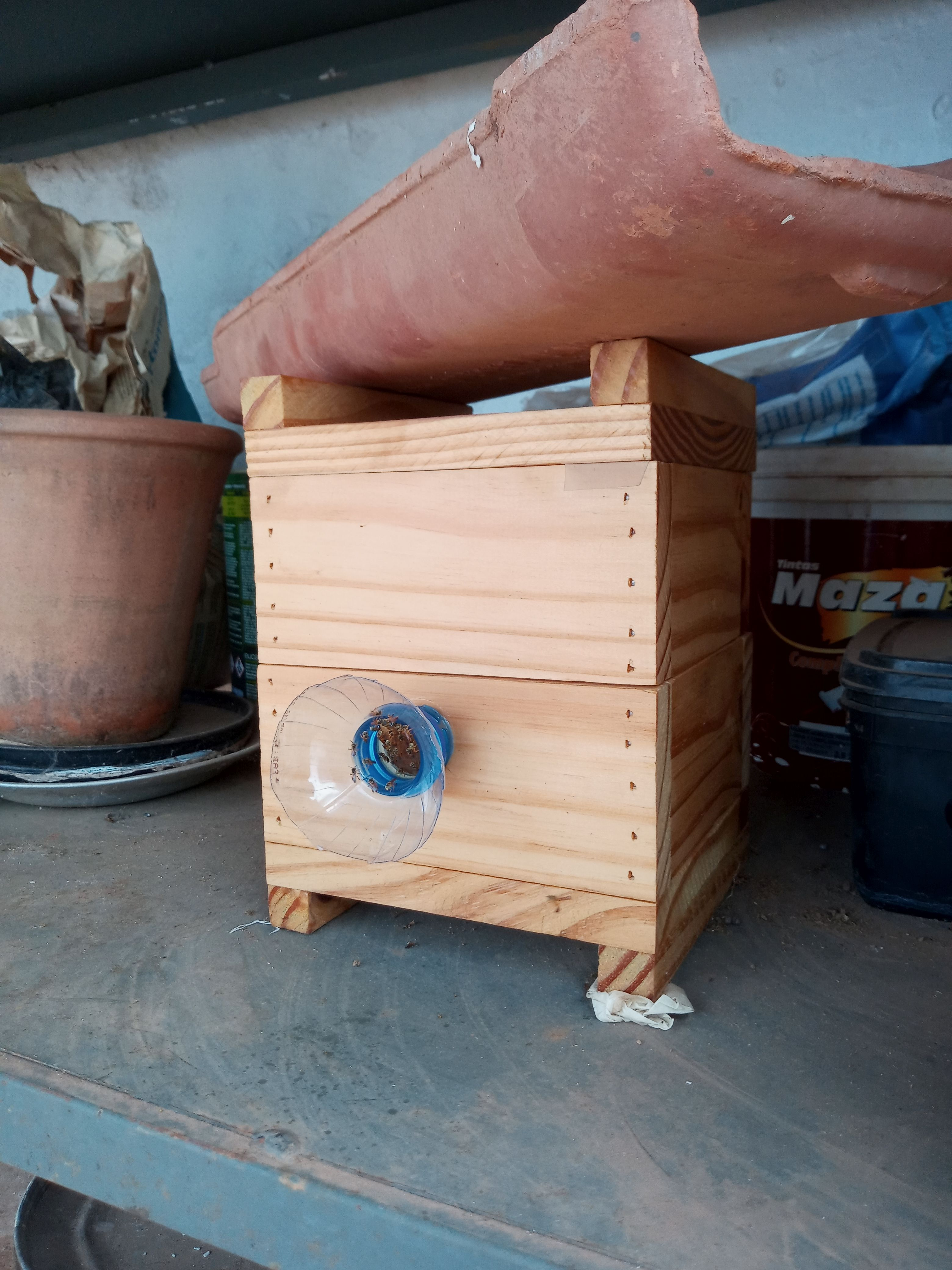
Ruche moderne divisible.
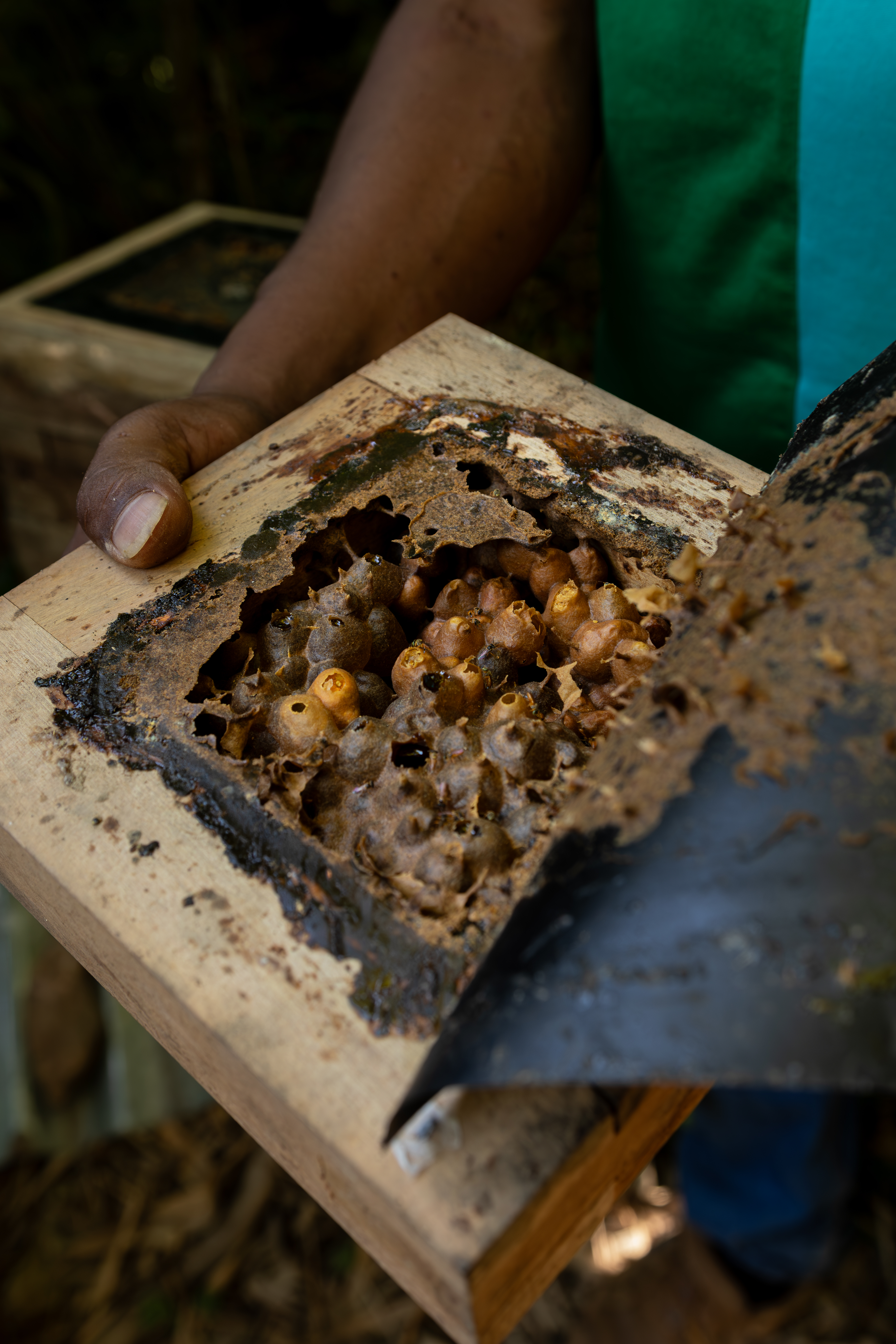
Ouverture d'une hausse.
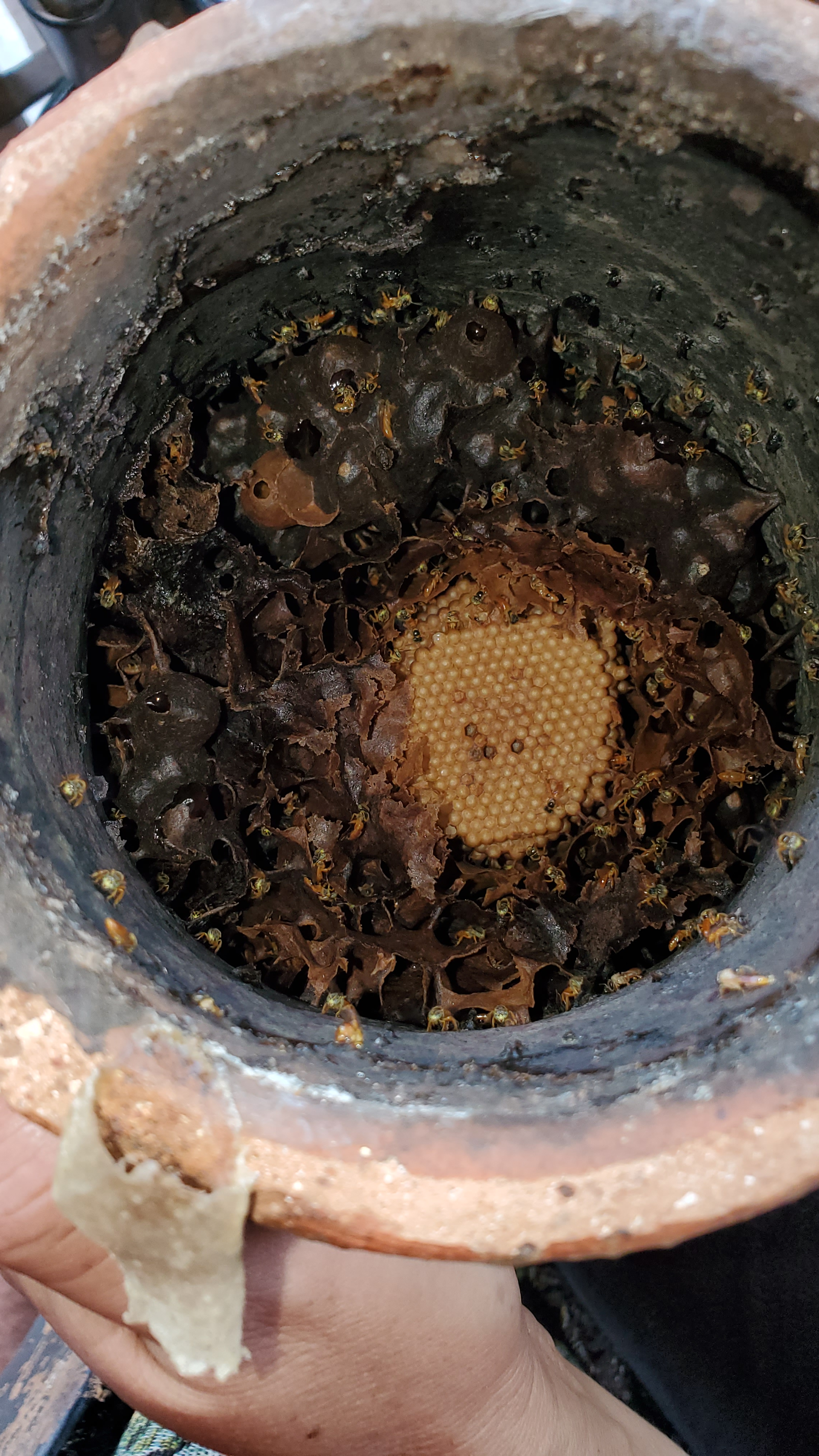
Cellules de couvain, de pollen et de miel.
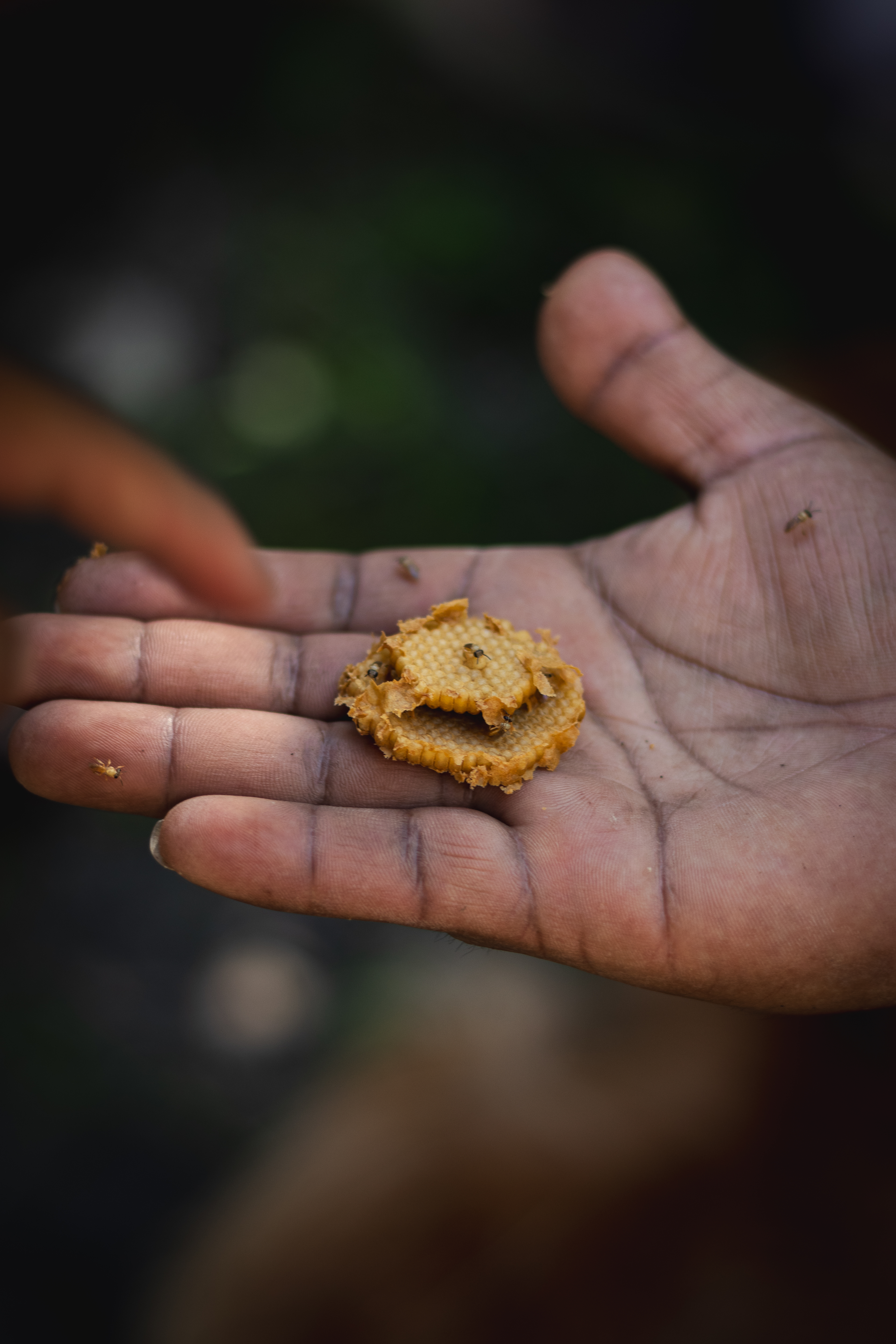
Couvain.
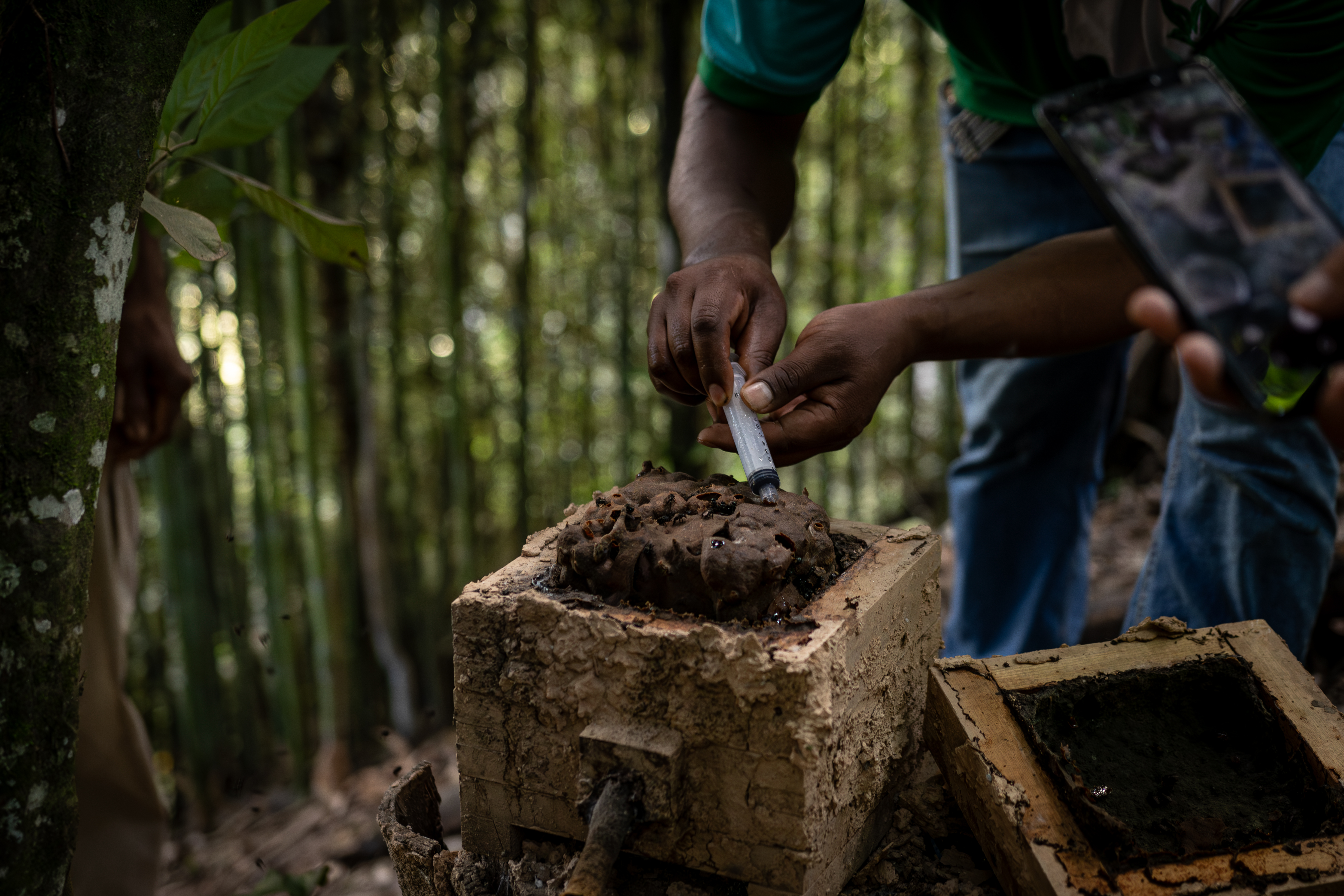
Récolte de miel.
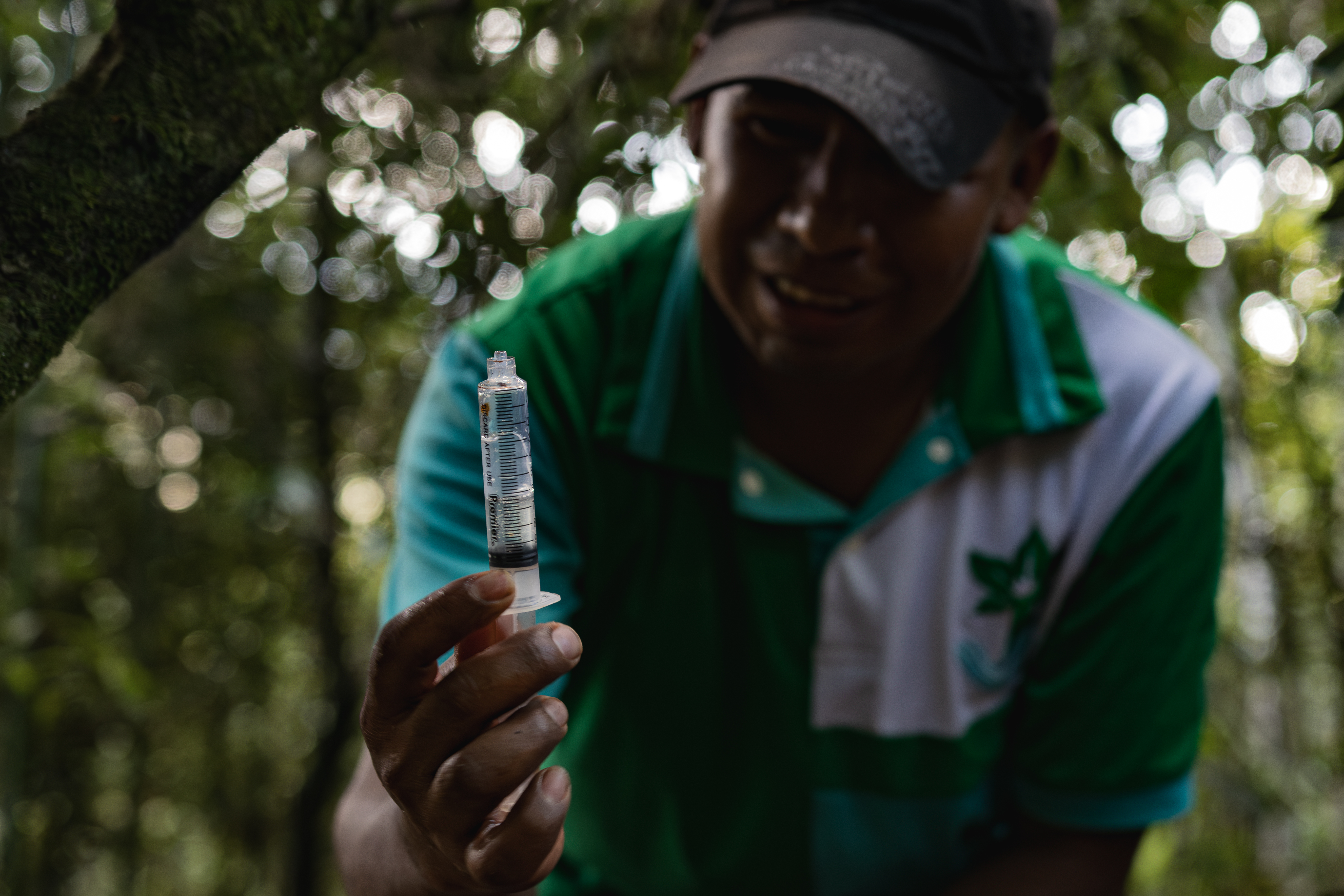

## Menaces et conservation
Si l’abeja angelita n'est pas directement en danger à l'heure actuelle, diverses menaces pèsent sur elle, comme sur l'ensemble des Meliponini. La principale réside dans le dérèglement climatique, qui affecte plusieurs de leurs espèces en bouleversant leurs écosystèmes. Par ailleurs, les zones où la forêt disparaît ou décline ainsi que celles où est pratiquée l'agriculture sur brûlis voient la richesse et l'abondance des abeilles sans dard chuter,. De plus, l'usage des biopesticides en agriculture leur est néfaste. Or leur présence est essentielle pour l'équilibre environnemental de ces régions, notamment du fait de leur rôle important de pollinisatrices,.